# Павлыш Спасское
Павлыш Спасское (каз. Павлыш Спасский) — упразднённое село в Сарыкольском районе Костанайской области Казахстана. Входило в состав Тимирязевского сельского округа. Упразднено в 2017 году. Код КАТО — 396259300.

## Население
В 1999 году население села составляло 219 человек (111 мужчин и 108 женщин). По данным переписи 2009 года в селе проживало 126 человек (54 мужчины и 72 женщины).